# Club Monaco

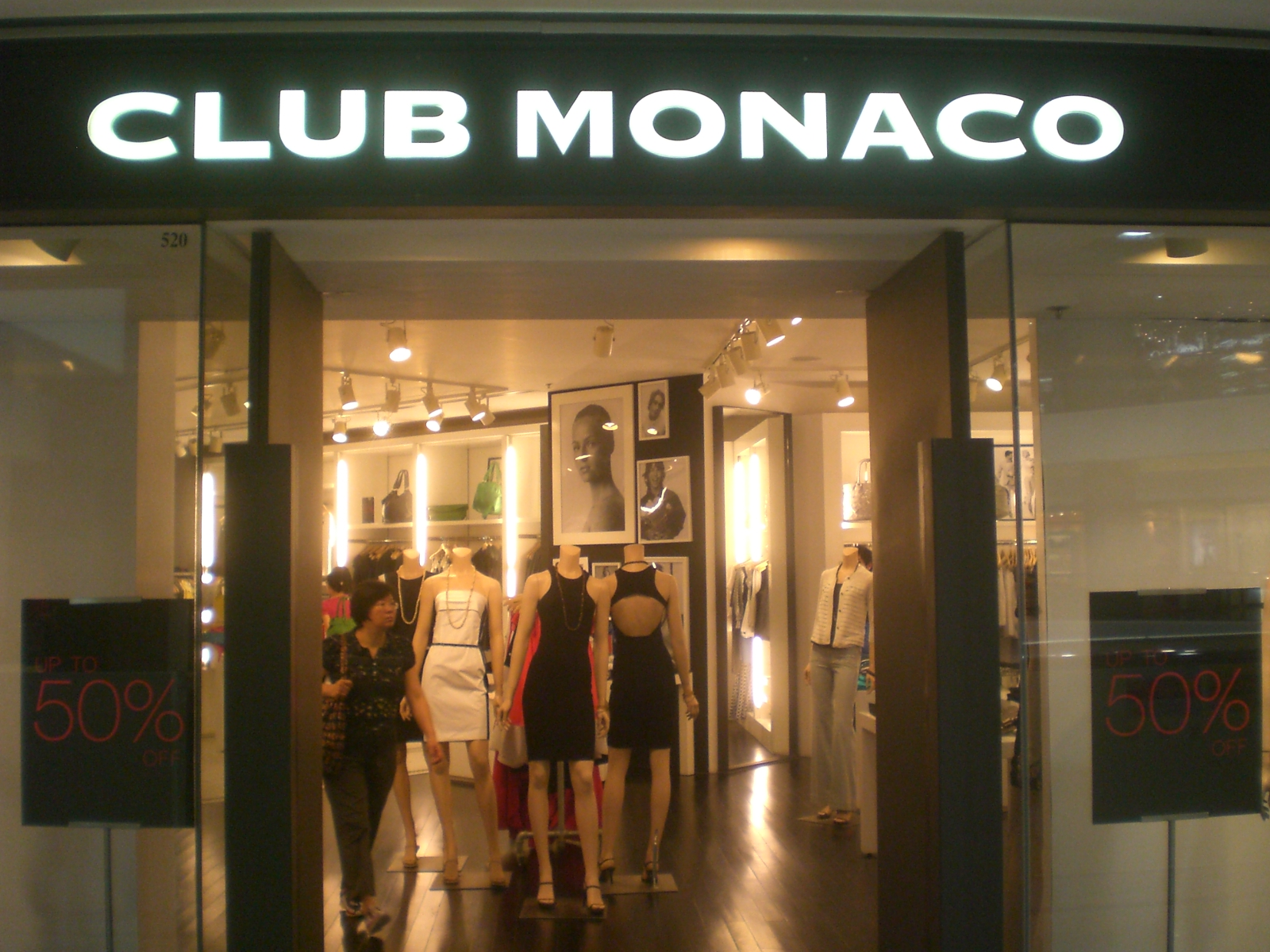
Club Monaco

Club Monaco est une enseigne de prêt-à porter mixte, haut de gamme, qui comporte 120 points de vente dans le monde entier. La marque a implanté des boutiques dans l'ensemble des pays suivants : Canada, Hong Kong, Macao, Taïwan, Corée du Sud, Chine, Émirats arabes unis, Malaisie, Indonésie, Singapour, Arabie saoudite et aux États-Unis.

## Histoire
En 1985, les canadiens Joe Mimran et Alfred Sung ouvrent le premier magasin Club Monaco à Toronto sur Queen Street West.  Cette boutique incluait à l'origine un café situé sous la surface de vente. La première boutique américaine ouvre à Santa Monica, Los Angeles, en 1989. Jusqu'en 1999, Club Monaco, dont le siège social est situé à Toronto, reste une société canadienne. Polo Ralph Lauren en fait l'acquisition cette année-là, mais a toujours respecté l'existence en tant qu'en entité indépendante de la marque au sein du groupe en minimisant ses propres prérogatives. 
Luxottica a débuté la distribution des lunettes Club Monaco dans ses propres boutiques en 2008. L'enseigne met actuellement à l'étude une stratégie d'expansion internationale encre plus diversifiée afin de pénétrer de nouveaux marchés, tels que notamment le Royaume-Uni.

## Style
Club Monaco alterne un style décontracté et relativement coloré pour les collections printemps été et des teintes plus sombres et des coupes plus formelles pour l'offre automne-hiver. L'utilisation prégnante du noir et du blanc, depuis les origines de la marque,  parfois rehaussée de touches de couleur, est demeurée la base créative et la signature visuelle de la marque. Esthétiquement, Club Monaco trouve ses influences dans une mode européenne en mêlant classicisme, élégance et modernité.

## Critiques
Club Monaco a été critiqué pour son refus de faire traduire son site internet pour la clientèle québécoise malgré la présence d'un détaillant à Montréal .